# Otesánek
Pour plus de détails, voir Fiche technique et Distribution.
Otesánek est un film tchèque réalisé par Jan Švankmajer, sorti en 2000. C'est l'adaptation du conte du même nom de Karel Jaromír Erben.

## Synopsis
Karel Horák et Božena Horáková ne peuvent pas avoir d'enfants pour des raisons médicales. Dans la maison qu'il vient d'acheter, Karel trouve une souche ressemblant à un bébé. Il la montre à Božena qui commence à traiter le morceau de bois comme un enfant et lui donne le nom d'Otík.

## Fiche technique
- Titre français : Otesánek
- Réalisation : Jan Švankmajer
- Scénario : Jan Švankmajer d'après le conte de Karel Jaromír Erben
- Pays d'origine : République tchèque
- Format : Couleurs - 35 mm - 1,37:1 - Dolby EX 6.1
- Genre : comédie horrifique et fantastique
- Durée : 132 minutes
- Date de sortie : 2000

## Distribution
- Veronika Zilková : Bozena
- Jan Hartl : Karel
- Jaroslava Kretschmerová : la mère d'Alzbetka
- Pavel Nový : le père d'Alzbetka
- Kristina Adamcová : Alzbetka
- Dagmar Stríbrná : Pani spravcova
- Zdenek Kozák : M. Zlabek
- Gustav Vondracek : Mladek, le postier
- Arnost Goldflam : le gynécologue
- Jitka Smutná : Bulankova, le travailleur social
- Radek Holub : le jeune postier
- Jan Jirán : le collègue de Karel